# Natação nos Jogos Olímpicos de Verão de 2020 - 100 m borboleta feminino
A competição dos 100 m borboleta feminino da natação nos Jogos Olímpicos de Verão de 2020 foi disputada entre 24 e 26 de julho de 2021 no Centro Aquático, em Tóquio. Um total de 33 nadadoras de 27 Comitês Olímpicos Nacionais (CON) participaram do evento.

## Qualificação
O tempo de qualificação olímpica ao evento foi de 57.92 segundos. Até duas nadadoras por Comitê Olímpico Nacional (CON) poderiam se qualificar automaticamente nadando naquele tempo em um evento de qualificação aprovado. Por sua vez, o tempo de seleção olímpica foi de 59.66 segundos. Até uma nadadora por CON estaria elegível para a qualificação com esse tempo com sua entrada classificada em um ranking até que o número de participantes fosse atingido. CONs sem uma nadadora qualificada em qualquer evento poderiam obter seus lugares através das vagas de universalidade.

## Formato
A competição consiste em três rodadas: preliminares, semifinais e final. As nadadoras com os 16 melhores tempos nas baterias preliminares avançam as semifinais. Já as nadadoras com os 8 melhores tempos nas semifinais avançam a final. Desempates (swim-offs) são utilizados conforme necessário para quebrar os empates de avanço a próxima rodada.

## Calendário
Horário local (UTC+9)
| Data                | Horário | Fase         |
| ------------------- | ------- | ------------ |
| 24 de julho de 2021 | 19:25   | Preliminares |
| 25 de julho de 2021 | 10:40   | Semifinais   |
| 26 de julho de 2021 | 10:30   | Final        |

## Medalhistas
| Ouro   | CAN Maggie Mac Neil |
| Prata  | CHN Zhang Yufei     |
| Bronze | AUS Emma McKeon     |

## Recordes
Antes desta competição, os recordes mundiais e olímpicos da prova eram os seguintes:
| Tipo | Atleta         | Tempo | Local          | Data                |
| ---- | -------------- | ----- | -------------- | ------------------- |
|      | Sarah Sjöström | 55.48 | Rio de Janeiro | 7 de agosto de 2016 |
|      | Sarah Sjöström | 55.48 | Rio de Janeiro | 7 de agosto de 2016 |

## Resultados

### Preliminares
As nadadoras com as 16 primeiras colocações, independente da bateria, avançam as semifinais.
| Pos. | Bateria | Raia | Nadadora              | CON                               | Tempo   | Notas            |
| ---- | ------- | ---- | --------------------- | --------------------------------- | ------- | ---------------- |
| 1    | 5       | 4    | Zhang Yufei           | CHN China                         | 55.82   | Q                |
| 1    | 5       | 5    | Emma McKeon           | AUS Austrália                     | 55.82   | Q,               |
| 3    | 4       | 5    | Sarah Sjöström        | SWE Suécia                        | 56.18   | Q                |
| 4    | 4       | 4    | Torri Huske           | USA Estados Unidos                | 56.29   | Q                |
| 5    | 3       | 4    | Maggie Mac Neil       | CAN Canadá                        | 56.55   | Q                |
| 6    | 5       | 3    | Louise Hansson        | SWE Suécia                        | 56.97   | Q                |
| 7    | 4       | 3    | Anastasiya Shkurdai   | BLR Bielorrússia                  | 56.99   | Q                |
| 8    | 3       | 3    | Marie Wattel          | FRA França                        | 57.08   | Q                |
| 9    | 4       | 6    | Elena Di Liddo        | ITA Itália                        | 57.41   | Q                |
| 10   | 3       | 5    | Claire Curzan         | USA Estados Unidos                | 57.49   | Q                |
| 11   | 3       | 1    | Katerine Savard       | CAN Canadá                        | 57.51   | Q                |
| 12   | 4       | 2    | Ilaria Bianchi        | ITA Itália                        | 57.70   | Q                |
| 13   | 5       | 2    | Anna Ntountounaki     | GRE Grécia                        | 57.75   | Q                |
| 14   | 3       | 2    | Arina Surkova         | ROC                               | 58.02   | Q                |
| 15   | 4       | 7    | Svetlana Chimrova     | ROC                               | 58.04   | Q                |
| 16   | 5       | 6    | Brianna Throssell     | AUS Austrália                     | 58.08   | Q                |
| 17   | 3       | 8    | Maria Ugolkova        | SUI Suíça                         | 58.22   | Recorde nacional |
| 18   | 4       | 8    | Anastasia Gorbenko    | ISR Israel                        | 58.23   |                  |
| 19   | 3       | 6    | Lana Pudar            | BIH Bósnia e Herzegovina          | 58.32   |                  |
| 20   | 4       | 1    | Farida Osman          | EGY Egito                         | 58.69   |                  |
| 21   | 5       | 1    | Harriet Jones         | GBR Grã-Bretanha                  | 58.73   |                  |
| 22   | 5       | 7    | Emilie Beckmann       | DEN Dinamarca                     | 58.84   |                  |
| 23   | 5       | 8    | An Se-hyeon           | KOR Coreia do Sul                 | 59.32   |                  |
| 24   | 2       | 5    | Ellen Walshe          | IRL Irlanda                       | 59.35   |                  |
| 25   | 2       | 3    | Remedy Rule           | PHI Filipinas                     | 59.68   |                  |
| 26   | 3       | 7    | Erin Gallagher        | RSA África do Sul                 | 59.69   |                  |
| 27   | 2       | 4    | Dalma Sebestyén       | HUN Hungria                       | 59.79   |                  |
| 28   | 2       | 7    | Luana Alonso          | PAR Paraguai                      | 1:00.37 |                  |
| 29   | 2       | 2    | Jeserik Pinto         | VEN Venezuela                     | 1:00.60 |                  |
| 30   | 1       | 4    | Mariam Sheikhalizadeh | AZE Azerbaijão                    | 1:01.37 |                  |
| 31   | 2       | 6    | Miriam Sheehan        | PUR Porto Rico                    | 1:02.49 |                  |
| 32   | 1       | 5    | Aniqah Gaffoor        | SRI Sri Lanka                     | 1:05.33 |                  |
| 33   | 1       | 3    | Yusra Mardini         | EOR Equipe Olímpica de Refugiados | 1:06.78 |                  |

### Semifinais
As nadadoras com as 8 primeiras colocações, independente da bateria, avançam a final.
| Pos. | Bateria | Raia | Nadadora            | CON                | Tempo | Notas            |
| ---- | ------- | ---- | ------------------- | ------------------ | ----- | ---------------- |
| 1    | 2       | 4    | Zhang Yufei         | CHN China          | 55.89 | Q                |
| 2    | 1       | 6    | Marie Wattel        | FRA França         | 56.16 | Q,               |
| 3    | 1       | 4    | Emma McKeon         | AUS Austrália      | 56.33 | Q                |
| 4    | 2       | 5    | Sarah Sjöström      | SWE Suécia         | 56.40 | Q                |
| 5    | 1       | 5    | Torri Huske         | USA Estados Unidos | 56.51 | Q                |
| 6    | 2       | 3    | Maggie Mac Neil     | CAN Canadá         | 56.56 | Q                |
| 7    | 1       | 3    | Louise Hansson      | SWE Suécia         | 56.92 | Q                |
| 8    | 2       | 6    | Anastasiya Shkurdai | BLR Bielorrússia   | 57.19 | Q                |
| 9    | 2       | 1    | Anna Ntountounaki   | GRE Grécia         | 57.25 | Recorde nacional |
| 10   | 1       | 2    | Claire Curzan       | USA Estados Unidos | 57.42 |                  |
| 11   | 2       | 8    | Svetlana Chimrova   | ROC                | 57.54 |                  |
| 12   | 1       | 8    | Brianna Throssell   | AUS Austrália      | 57.59 |                  |
| 13   | 2       | 2    | Elena Di Liddo      | ITA Itália         | 57.60 |                  |
| 14   | 1       | 1    | Arina Surkova       | ROC                | 57.72 |                  |
| 15   | 1       | 7    | Ilaria Bianchi      | ITA Itália         | 58.07 |                  |
| 16   | 2       | 7    | Katerine Savard     | CAN Canadá         | 58.10 |                  |

### Final
As três nadadoras mais rápidas na final conquistaram as medalhas.
| Pos.              | Raia | Nadadora            | CON                | Tempo | Notas              |
| ----------------- | ---- | ------------------- | ------------------ | ----- | ------------------ |
| Medalha de ouro   | 7    | Maggie Mac Neil     | CAN Canadá         | 55.59 | Recorde da América |
| Medalha de prata  | 4    | Zhang Yufei         | CHN China          | 55.64 |                    |
| Medalha de bronze | 3    | Emma McKeon         | AUS Austrália      | 55.72 | Recorde da Oceania |
| 4                 | 2    | Torri Huske         | USA Estados Unidos | 55.73 |                    |
| 5                 | 1    | Louise Hansson      | SWE Suécia         | 56.22 |                    |
| 6                 | 5    | Marie Wattel        | FRA França         | 56.27 |                    |
| 7                 | 6    | Sarah Sjöström      | SWE Suécia         | 56.91 |                    |
| 8                 | 8    | Anastasiya Shkurdai | BLR Bielorrússia   | 57.05 |                    |

Legenda
| Recorde mundial      | Recorde mundial (World record)               |                       | Recorde africano                      | Recorde africano (African) |                                           | Q | Classificado por posição (Qualified) |
| Recorde olímpico     | Recorde olímpico (Olympic record)            | Recorde da América    | Recorde da América (Americas)         | q                          | Classificado por melhor tempo (Qualified) |   |                                      |
| Melhor marca do ano  | Melhor marca do ano (World leading)          | Recorde asiático      | Recorde asiático (Asian)              | DNS                        | Não largou (Did not start)                |   |                                      |
| Recorde nacional     | Recorde nacional (National record)           | Recorde europeu       | Recorde europeu (European)            | DNF                        | Não terminou (Did not finish)             |   |                                      |
| Recorde pessoal      | Recorde pessoal do atleta (Personal best)    | Recorde da Oceania    | Recorde da Oceania (Oceania)          | DSQ / DQ                   | Desclassificado (Disqualified)            |   |                                      |
| Recorde da temporada | Recorde da temporada do atleta (Season best) | Recorde sul-americano | Recorde sul-americano (South America) | NM                         | Sem marca (No mark)                       |   |                                      |